# Emiraat Dhala
Het emiraat Dhala (Arabisch: إمارة الضالع / Imārat aḍ-Ḍāliʿ), ook wel Dhali (Arabisch: الضالع / aḍ-Ḍāliʿ) of Amiri (Arabic: الأميري / al-Amīrī) was een emiraat op het Arabisch Schiereiland in het huidige Jemen. Het emiraat werd in de 18e eeuw gesticht en stond onder leiding van de Amiri-dynastie. Aan het eind van de 19e eeuw kwam het huidige Jemen steeds meer onder Britse invloed te staan en sloten de Britten protectieverdragen met de lokale heersers (het protectoraat Aden). Zo ook voor Dhala, dat in 1880 informeel en in 1904 formeel, een Brits protectoraat werd. In 1959 ging het emiraat op in de Federatie van Zuid-Arabische Emiraten en in 1962 in diens opvolger, de Zuid-Arabische Federatie. In 1967 werd de laatste emir van Dhala, Shafaul ibn Ali Shaif Al Amiri, afgezet en ging Dhala op in de onafhankelijke Democratische Volksrepubliek Jemen.